# Sayyida Shirin
Sayyida Shirin, död 1028, var en iransk prinsessa, mor och först förmyndarregent och sedan de facto medregent till Majd al-Dawla, monark i emiratet Rayy i Persien mellan 997 och 1028.